# 海洋堂SpaceFactoryなんこく
海洋堂SpaceFactoryなんこく（かいようどうスペースファクトリーなんこく）、正式名称・南国市ものづくりサポートセンター（なんこくしものづくりサポートセンター）は、南国市が設置した、ものづくり体験施設・ソフビフィギュア製造工場である。
高知県南国市大埇（おおそね）甲1623番地3に所在。世界的な模型企業海洋堂の関連企業「海洋堂高知」（代表:宮脇修一）が指定管理者として運営。

## 概要
「南国市ものづくりサポートセンターの設置及び管理に関する条例」（令和2年南国市条例第11号）により、ものづくりに関わる人材育成と、南国市への観光客誘致の促進・市街地の活性化・産業の発展を目的に、南国市が設置した施設である。
株式会社海洋堂は、創業者の宮脇修が高岡郡黒潮町（旧大正町）の出身で、高知県とはもともも縁が深く、高岡郡四万十町に海洋堂ホビー館四万十と海洋堂かっぱ館（海洋堂シマントミュージアムビレッジ）を建設していた。また、修の長男で現・海洋堂専務取締役の宮脇修一（宮脇センム）は、南国市内にソフビフィギュアや模型の製造工場建設を構想していた。
これに南国市の地域おこしが結び付く形で、2016年（平成28年）7月11日に両者で「地域振興連携協定」が締結され、「南国市ものづくりサポートセンター」建設へと繋がった。海洋堂側は2020年（令和2年）に関連企業「株式会社海洋堂高知」を設立し、南国市ものづくりサポートセンターの指定管理者となった。
2021年（令和3年）2月には、市民公募で「海洋堂SpaceFactoryなんこく」の愛称が決定、翌月21日に開業した。
建物は宇宙船をイメージした外観の3階建てで、1階は株式会社海洋堂高知がフィギュアを製造する工場「海洋堂高知なんこくファクトリー」となっている。2階はジオラマなどを製作出来るものづくり体験工房のほか、ミュージアムショップや展示施設がある。また3階は、3Dプリンターなどを駆使して、より高度なものづくり体験が出来る施設となっている。